# Edotia samariensis
Edotia samariensis là một loài chân đều trong họ Idoteidae. Loài này được Müller miêu tả khoa học năm 1988.